# 孙庆文
孙庆文（1920年4月—1986年），祖籍安徽萧县，中华人民共和国军事将领、政治人物。

## 生平
1937年参加当地游击队，1938年加入中国共产党，历任战士、班长、排长、连长、营长。中华人民共和国成立后，授衔少校，任第四野战军炮兵团团长。1953年，转业到合江农场任副场长。1959年，任抚远县副县长。在发展抚远县渔业生产中，1961年孙庆文率先在当地实行承包责任制。1962年，任抚远渔场场长。1965年，任中共抚远县委副书记（1966年5月至1967年4月兼抚远县县长）。1967年文化大革命期间被打成“走资本主义道路的当权派”，受到批判和斗争。1970年8月—1973年3月，任县委副书记、县革委会副主任。1973年4月26日，县委常委会为孙庆文彻底平反。同年，孙庆文调任合江行署水产局局长。1986年因病逝世，终年66岁。